# Vladimir Rezničenko
Vladimir Izmajlovič Rezničenko (in russo Владимир Измайлович Резниченко?; Alma-Ata, 27 luglio 1965) è un ex schermidore tedesco di origine sovietica, vincitore di una medaglia d'oro ed una di bronzo nella scherma ai giochi olimpici.